# Wlotzkasbaken

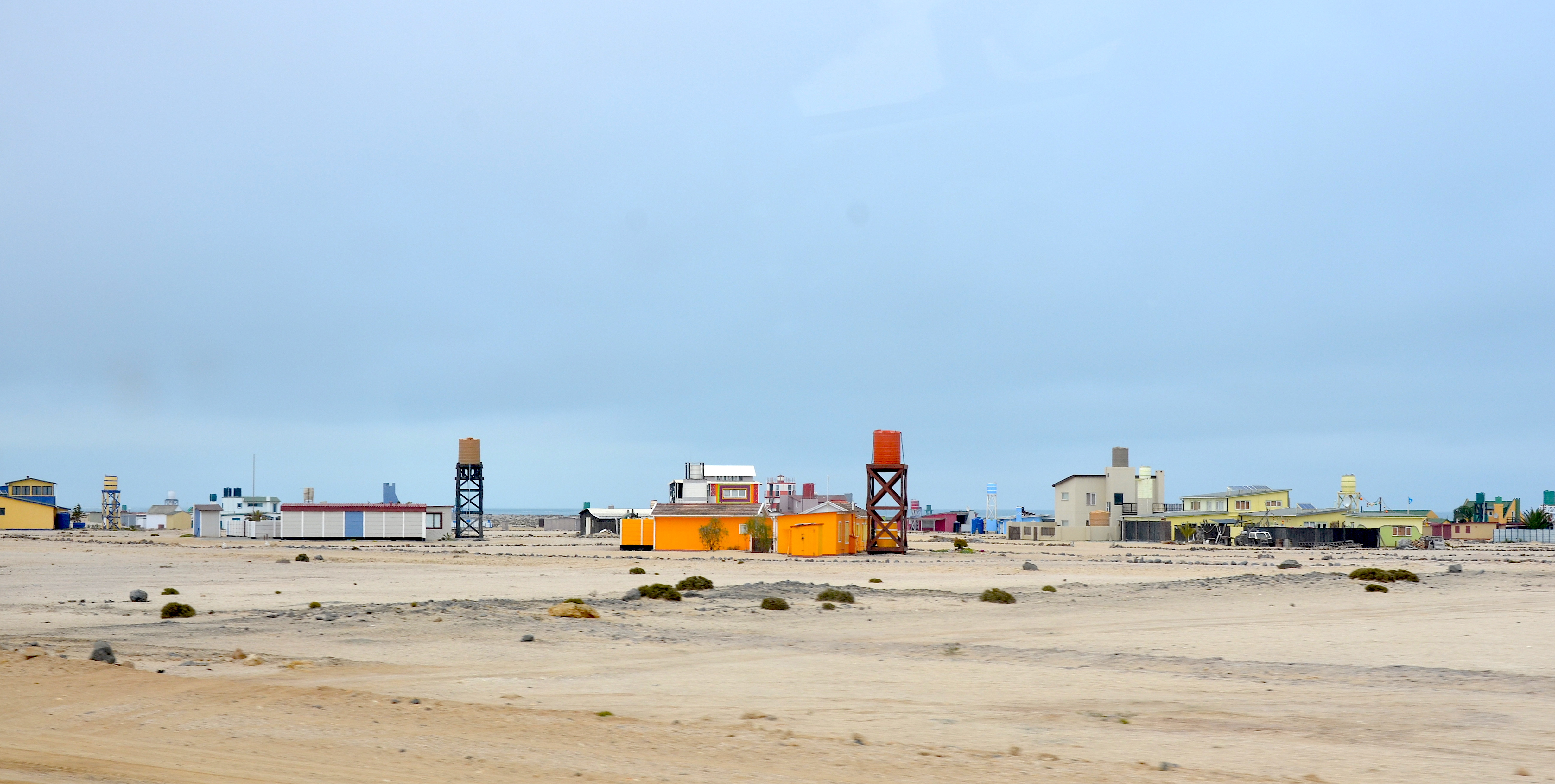
Wlotzkasbaken (2014)

Wlotzkasbaken, kurz meist nur Wlotzka, ist eine kleine Ansiedlung in Namibia. Wlotzkasbaken liegt in der Namib direkt am Atlantischen Ozean, 33 Kilometer nördlich von Swakopmund und 37 Kilometer südlich von Henties Bay.
Wlotzkasbaken wird derzeit (Stand 2010) von lediglich sechs Einwohnern dauerhaft bewohnt, da es sich bei Wlotzkasbaken um eine typische Feriensiedlung handelt. Insgesamt gibt es 106 Privathäuser (Stand 2010). Die Ansiedlung wird von der Wlotzkasbaken Home Owners Assocation verwaltet.

## Geschichte
Wlotzkasbaken wurde nach Paul Hermann Wlotzka (* 1870 in Allenstein; † 1942 in Swakopmund), einem preußischen Kutscher, benannt. Wlotzka war Mitglied eines Erkundungstrupps. Nach der Kapitulation der im damaligen Deutsch-Südwestafrika stationierten deutschen Truppen im Zuge des Ersten Weltkrieges sollte dieser Erkundungstrupp im Jahr 1915 den Küstenstreifen nördlich von Walvis Bay vermessen.
Wlotzka war mit dieser Region bereits gut vertraut, so dass er als Routenführer und Wagenlenker eines Pferdekarrens angestellt wurde, auf welchem die Ausrüstung und Verpflegung der südafrikanischen Vermesser mitgeführt wurde.
In den Folgejahren stieg Wlotzka zum erfolgreichen Kaufmann auf, indem er die verschiedenen Vermessungsstationen zwischen Walvis Bay und Cape Cross mit Nahrungsmitteln und anderen dort benötigten Gütern belieferte.
Zur Arbeitserleichterung errichtete Wlotzka an der Stelle des heutigen Wlotzkasbaken an einem der Vermessungsbaken zwischen Swakopmund und der Mündung des Omaruru-Reviers (dem heutigen Hentiesbaai) eine kleine Scheune aus Lehmsteinen, in der Wasser und Heu für Pferde gelagert wurden.
Wlotzka, seit jeher ein leidenschaftlicher Angler, erkannte bald den Fischreichtum des Ozeans in der Umgebung des heutigen Wlotzkasbaken. Er ging deshalb dazu über, einen Teil des in der Region gefangenen Fisches in Swakopmund zu verkaufen. Schon bald trieb die Neugier andere Fischer an den von Wlotzka viel gerühmten Platz am Meer. Später ließen sich dann erstmals Camper zum Urlaub an dem von Wlotzka gewählten Baken nieder. So entstand eine zunächst provisorische Niederlassung – zunächst nur für die Ferienzeit, welche von ihren vorübergehenden Bewohnern Wlotzkasbaken genannt wurde.
Aus den damaligen Zelten und Baracken sind heute dauerhafte Häuser aus Holz oder Zement geworden.

### Aktuelle Entwicklungen
Die namibische Regierung beabsichtigt, Wlotzkasbaken durch fortschreitenden Wohnungsbau und durch die Förderung des Zuzugs von vor allem farbigen Namibiern in eine Stadt zu verwandeln. Der touristische Wert der Region soll dabei aber erhalten bleiben. Im September 2014 wurde den bisherigen Bewohnern ein Vorkaufsrecht für die Grundstücke zu einem Quadratmeterpreis von 122,42 Namibia-Dollar eingeräumt.

## Wirtschaft und Infrastruktur
Als typische Feriensiedlung ist der Tourismus für den Fortbestand von Wlotzkasbaken von existenzieller Bedeutung. Außerhalb der Ferienzeit wirkt Wlotzkasbaken wie eine Geisterstadt, da dort dann kaum Menschen anzutreffen sind. Wlotzkasbaken ist bis heute nicht an die staatliche Elektrizitätsversorgung von Namibia angeschlossen, so dass die wenigen dauerhaften sowie die zeitweisen Bewohner ihren Elektrizitätsbedarf mit Hilfe von Generatoren und Solarzellen decken. Die Wasserversorgung erfolgt bis heute unter anderem per Tanklastern, obwohl mittlerweile in unmittelbarer Nähe eine Meerwasserentsalzungsanlage in Betrieb genommen wurde.
Wlotzkasbaken liegt in der Region Erongo. Swakopmund sowie Henties Bay sind über die namibische Fernstraße C-34 zu erreichen. Windhoek, die namibische Hauptstadt, liegt rund 270 Kilometer entfernt. Alle diese regionalen beziehungsweise überregionalen Zentren sind über befestigte Straßen zu erreichen.
2010 wurde in Wlotzkasbaken die erste Meerwasserentsalzungsanlage in Afrika südlich der Sahara in Betrieb genommen – in erster Linie, um die Wasserversorgung einer in der Wüste gelegenen Uranlagerstätte („Trekkopje Mine“) sicherzustellen, welche in Zukunft durch den französischen Areva-Konzern betrieben werden soll. Die Anlage soll im Jahr 20 Millionen Kubikmeter Trinkwasser erzeugen. Die „Trekkopje-Mine“ soll rund 65 % des erzeugten Trinkwassers verbrauchen, während der verbleibende Rest an den nationalen Wasserversorger Namwater verkauft wird. Im Oktober 2012 gab Areva bekannt, dass der Start der „Trekkopje-Mine“ aufgrund von aktuellen Verlustgeschäften sowie wegen eines derzeit im Fallen begriffenen Uranpreises auf voraussichtlich Anfang 2014 verschoben werden muss. Die Meerwasserentsalzungsanlage von Wlotzkasbaken soll aber trotzdem bis auf weiteres auf voller Kapazität betrieben werden. Die Entsalzungsanlage ist 2015 in den Besitz Namibias übergegangen.
Im August 2012 stellte die namibische Regierung zwischen Wlotzkasbaken und Swakopmund ein 700 Hektar großes Gebiet zur Errichtung eines seit April 2011 von der Unternehmensgruppe Gecko Namibia geplanten Industrieparks zur Verfügung. Dort sollte ein Chemiewerk entstehen, welches dann die Bergbauindustrie der Region mit Chemikalien versorgt. Darüber hinaus sollen eine weitere Meerwasserentsalzungsanlage sowie ein kleines Kraftwerk zur Stromversorgung der Bergbauindustrie entstehen. Weil Gecko Namibia aber in Zukunft außerdem den Abbau von Phosphat vom Meeresboden plant, häuften sich kritische Stimmen hinsichtlich des geplanten Industrieparks.

## Kultur und Sehenswürdigkeiten
Jedes Jahr findet zwischen Weihnachten und Neujahr in Wlotzkasbaken das Festival „Marterpfahl“, unter anderem mit einem Angelwettbewerb und Enduro, statt und lockt stets tausende Besucher an. Wlotzkasbaken gilt in Namibia und auch darüber hinaus als Anglerparadies.
Zwei hohe Wassertürme zur Trinkwasserspeicherung können als das weithin sichtbare Wahrzeichen Wlotzkasbakens betrachtet werden. Fast alle Häuser der Siedlung sind grellbunt bemalt, was eine weitere Attraktion für durchreisende Touristen darstellt.